# Lydius (Rebell)
Lydius († 279 in Kremna) war ein isaurischer Rebell, der sich gegen den römischen Kaiser Probus erhob.

Wie der Historiker Zosimos berichtet, setzte sich der „Räuber“ Lydius im Jahr 278 an die Spitze eines bewaffneten Aufstandes, der sich auf die gesamte Provinz Lykien und Pamphylien erstreckte. Probus entsandte eine Streitmacht, möglicherweise die Legio II Parthica, in die Unruheregion, welche die Aufrührer zum Rückzug in das stark befestigte Kremna in Pisidien zwang. Die Römer konnten die Stadt trotz einer aufwendigen Belagerung angeblich erst durch Verrat einnehmen. Lydius wurde von einem Überläufer durch einen Pfeilschuss tödlich getroffen, woraufhin sich seine Gefolgsleute ergaben.
In der Vita Probi der spätantiken Historia Augusta wird ein „mächtiger Bandit“ (potentissimus latro) namens Palfuerius erwähnt, der ebenfalls in Isaurien auftrat und erst um 280 durch eine groß angelegte militärische „Befriedungsaktion“ beseitigt werden konnte. Ob es sich bei Lydius und Palfuerius um ein und dieselbe Person handelt, ist in der Forschung umstritten, ebenso die Frage, ob die isaurischen Rebellen über bloßes Banditentum hinausgehende politische Ziele verfolgt haben. Um zukünftigen Erhebungen vorzubeugen, soll Probus Kastelle angelegt und „Veteranen“ angesiedelt haben.